# 2ガンズ
『2ガンズ』（ツーガンズ、2 Guns）は、2013年のアメリカ合衆国のアクション・コメディ映画。監督はアイスランド出身のバルタザル・コルマキュル、出演はデンゼル・ワシントン、マーク・ウォールバーグなど。原作はスティーブン・グラントの同名のグラフィックノベルである。映画の撮影は、ニューメキシコなどで行われた。

## ストーリー
コンビで活動するボビーとスティグは、メキシコの麻薬王パピ・グレコから注文された偽造パスポートを問題なく納めるが、見返りに渡されたのは約束のコカインではなく現金だった。グレコはトロという男が自分の金に手を付けたことで警戒心が強くなっていたのだ。ボビーが「コカイン以外を受け取るつもりはない」と金を突き返しスティグと共に帰路につくと、移動中の車内でスティグから友人である殺害されたトロの仇討ちを目的にグレコの金を奪わないかと提案される。ボビーが難色を示していると、通過しようとした国境検問所で2人は取り調べを受けることになってしまった。
頑なに口を閉ざすボビーだが、立ち会った麻薬取締局の捜査官ジェサップと2人きりになると態度を改める。彼の正体は3年前から潜入捜査をしている麻薬取締局の特別捜査官で、グレコから入手したコカインをグレコ逮捕の決め手にするつもりだったのだ。上司であるジェサップは作戦の失敗を知ると、ボビーの身を案じて2週間の期限を設けてしまう。ボビーは元恋人であり、潜入捜査の監督官でもあるデビーと一夜を共にすると、「グレコの金を奪うために銀行を襲う。そこに捜査官と共に駆けつけてスティグを逮捕し、金の出所を調べてグレコ逮捕の証拠にして欲しい」と提案する。
ボビーとスティグはグレコの金が銀行に預けられる流れを下見すると、向かいにあるダイナーで火事を起こす。その晩、ボビーがデビーに銀行強盗を行う時間を伝えている頃、スティグは海軍のハロルド・クインス少佐と会っていた。実はスティグも潜入捜査を行っており、銀行強盗は所属する海軍の上司であるクインス少佐の命令によるもので、麻薬カルテルを一網打尽にするための作戦だった。
翌日、2人は銀行強盗を決行してグレコの金庫から金を奪うが、そこに入っていた札束の数はスティグが聞かされていた300万ドルよりもはるかに多かった。困惑するスティグにボビーは全て運び出すように指示するものの、いざ銀行から出てみると駆けつけてくるはずのデビー達は一向に姿を見せない。街の外の荒野に車を停めたスティグは目の前にある大量の札束に頭を抱えた後、ボビーに銃を突きつける。一手遅く銃を取り出せなかったボビーはスティグを宥めるが、スティグによって左肩を撃ち抜かれてしまう。スティグはボビーを置き去りにするため水の入ったペットボトルを与えると、彼の持っていたバッジからボビーが警察の人間であることを知る。
予定通りクインス少佐に金を届けたスティグだが、約4300万ドルの札束に目を輝かせるクインス少佐の様子に不信感を抱き始めていた。置き去りにしたボビーの安否をクインス少佐の指示で確認しにいくと、彼は既に移動しており姿が見えない。クインス少佐は部下にスティグを始末するように指示を出すが、危機を察知したスティグは機転を利かせて難を逃れると、拳銃と車を奪って逃げ出すことに成功する。
街に戻り傷の手当てを済ませたボビーがスティグの部屋を訪れると、部屋の電話にスティグから着信が入り、2人は電話越しに探りあいを始める。スティグは近くの建物から部屋に向けて狙撃銃を構えており、やがて彼が警戒していた通り、海軍の部隊が部屋を襲撃しにやってくる。ボビーはスティグの協力もあって部屋からの脱出に成功すると、事態を把握するためにジェサップの家を訪ねるが、そこではCIA職員のアールがジェサップを尋問しているところだった。ジェサップを射殺したアールは銀行から盗まれた約4300万ドルが自分の物であることをボビーに明かすと、盗んだ金を返さなければジェサップ殺害の濡れ衣を着せると脅してきた。
翌朝、ボビーがグレコから約4300万ドルの正体を聞き出そうとしていると、スティグが急襲してきてグレコを攫っていく。カーチェイスと殴り合いの末に観念した2人は、互いの事情を説明しあって再び行動を共にすることを決めた。尋問されたグレコは、2人が盗んだ約4300万ドルがCIAへの上納金であることを白状する。避難先としてデビーの家に押し掛けた2人だが、間もなく海軍の部隊がやってきて銃撃戦になる。ボビーとスティグはデビーを連れてなんとか逃げ出すが、自由になったグレコは彼らを捕まえるための指示を出しており、あえなく捕まってしまう。自分達をいたぶって殺そうとするグレコに対し、ボビーは約4300万ドルを差し出す代わりに見逃して欲しいと取引を持ち掛ける。アールから金を取り返すように脅されたグレコによって2人は解放され、24時間以内に海軍基地にあるクインス少佐の金庫から約4300万ドルを盗み出さなければ人質のデビー共々命はないと告げられる。
2人は車と銃を調達すると、正面突破で海軍基地に乗り込み、スティグが囮になって兵士を引きつけ、ボビーが約4300万ドルを盗むことになった。スティグは少将であるテューウェイ提督のもとへ駆け込んでクインス少佐の悪事を直訴するが、提督は海軍の面子を守るために事実を隠蔽することを決め、スティグを基地の外へ放り出すよう指示する。ボビーはクインス少佐に金庫を開けさせるが金は入っておらず、彼とのやり取りから裏で協力していたデビーに隠させたのだと気付いた。変装して基地を脱出したボビーだが、約4300万ドルを見つけられないまま日は暮れ、グレコからの電話でデビーが殺されたことを知る。基地の外でボビーと合流したスティグは関係者全てをメキシコに集めて皆殺しにすることを望み、賛同しないボビーを置いて1人でグレコのもとへ向かう。一方で、デビーの遺体を見つけ出したボビーは彼女のダイイングメッセージから、モーテルに隠された約4300万ドルを発見していた。
朝になり、金を見つけたと嘘を吐いてグレコ一味を呼び出したスティグは、同じように呼び出しておいたクインス少佐の部隊と戦わせ、2人の共倒れを狙っていた。しかし、そこに呼び出していないアール達CIAが現れてスティグは窮地に陥るが、続けてボビーが約4300万ドルを積んだシボレー・インパラに乗って現れたことで事なきを得る。ボビーの車の鍵を渡されたアールは2人を解放するが、去り際にボビーが車を爆破すると2人は各陣営を撃ちながら身を隠し、壮絶な銃撃戦が始まった。戦いの末に各陣営は壊滅状態に陥り、2人はクインス少佐とアールと四つ巴で銃を突きつけあう膠着状態に陥る。アールはCIAには他にも裏金があることを明かして取引を持ち掛けるが、ボビーとスティグは応じることなくクインス少佐とアールを射殺すると、重傷を負ったグレコに止めを刺して去っていく。
ボビーとスティグの2人はダイナーの席に座り、向かいにある銀行に出入りするCIAの人間を確認していた。スティグはウェイトレスにドーナツの味を尋ね、不味いと聞かされた2人は安堵する。

## キャスト
※括弧内は日本語吹替
ボビー（ボビー・トレンチ）
演 - デンゼル・ワシントン（大塚明夫）
麻薬取締局の特別捜査官。麻薬王のパピ・グレコを逮捕するため潜入捜査を行っており、10ヶ月前からスティグと組んで活動している。銀行強盗の下見の際、「ドーナツが美味い店の向かいにある銀行は襲うな」という格言を持ち出す。
スティグ（マイケル・スティグマン）
演 - マーク・ウォールバーグ（森川智之）
アメリカ海軍情報局所属の海軍兵曹。麻薬カルテルを一掃する作戦と聞かされて潜入捜査の任務に就いているが、本心では一刻も早く軍に復帰したい。優れた射撃の腕前を持つ。
デビー
演 - ポーラ・パットン（東條加那子）
麻薬取締局の捜査官。元恋人であるボビーの潜入捜査を監督している。実は裏でクインス少佐と繋がっており、大金を手に入れるためにボビーを利用している。
アール
演 - ビル・パクストン（牛山茂）
CIA職員。警察とも強いコネを持っている。麻薬カルテルから集めた大金をボビー達が襲った銀行に隠しており、それを奪った犯人を執拗に追い始める。ボビーと同じ格言を口にする他、尋問の際にはロシアンルーレットを用いる。
ハロルド・クインス
演 - ジェームズ・マースデン（玉木雅士）
アメリカ海軍情報局所属の少佐。部下であるスティグを潜入捜査に送り込むが、実際はグレコの金を強奪することが目的。スティグは切り捨てるつもりであり、彼が半年前にMPを刺して逃亡したという冤罪をでっち上げている。
パピ・グレコ
演 - エドワード・ジェームズ・オルモス（辻親八）
メキシコの麻薬王。麻薬の密輸にCIAの飛行機を利用するため、CIAに上納金を収めている。
ジェサップ
演 - ロバート・ジョン・バーク（中根徹）
ボビーの上司。
テューウェイ提督
演 - フレッド・ウォード（秋元羊介）
海軍の少将。海軍の名誉を守ることしか頭になく、クインス少佐の悪事を直訴しにきたスティグを容赦なく切り捨てる。
ケニー（ケン）
演 - パトリック・フィッシュラー（北田理道）
獣医師。少女に麻薬を売りつけるという裏の顔があり、それをネタにボビーから脅され彼に協力する。
ケニー（ケン）
組織を裏切り、首を切り落とされた。

## 評価
映画レビューサイトRotten Tomatoesにおいては、104のレビュー中58%の支持を得て、平均点は10点満点のうち6点を獲得した。